# Parcul Național Falkenstein
Parcul național Falkenstein este situat în partea de sud Niederösterreich. Regiunea are o altitudine de ca, 1100 m. Parcul este în regiunea localității Schwarzau im Gebirge. Atracții turistice sunt fenomenele carstice reprezentate prin peșteri ( Bärenloch, Frauengrotte, Herrengrotte) și izvoare ca de exemplu Klafterbach, flora și fauna alpină. In lacurile din regiune se poate practica înotul, pentru copii fiind amenajate locuri de joacă.